# Badnagar
Badnagar é uma cidade e um município no distrito de Ujjain, no estado indiano de Madhya Pradesh.

## Demografia
Segundo o censo de 2001, Badnagar tinha uma população de 30 951 habitantes. Os indivíduos do sexo masculino constituem 52% da população e os do sexo feminino 48%. Badnagar tem uma taxa de literacia de 75%, superior à média nacional de 59,5%; com 55% para o sexo masculino e 45% para o sexo feminino. 14% da população está abaixo dos 6 anos de idade.